# NGC 447
NGC 447 é uma galáxia espiral barrada (SB0-a) localizada na direcção da constelação de Pisces. Possui uma declinação de +33° 03' 59" e uma ascensão recta de 1 horas, 15 minutos e 37,9 segundos.
A galáxia NGC 447 foi descoberta em 8 de Outubro de 1861 por Heinrich Louis d'Arrest.